# Viñós
Viñós (llamada oficialmente San Pedro de Viñós) es una parroquia española del municipio de Arzúa, en la provincia de La Coruña, Galicia.

## Entidades de población
Entidades de población que forman parte de la parroquia:
- Carballeira (A Carballeira)
- Casanova (A Casanova)
- Cobas (Covas)
- Fabal (O Fabal)
- Iglesia (A Igrexa)
- Ourís
- Ramil
- Seixo (O Seixo)
- Sesa de Arriba
- Souto (O Souto)
- Ventorrillo
- Vila do Fondo

## Despoblado
Despoblado que forma parte de la parroquia:
- Sesa de Abaixo

## Demografía
| Gráfica de evolución demográfica de Viñós entre 2000 y 2018 |
|                                                             |
| Datos según el nomenclátor publicado por el INE.            |